# Nordkorea
Nordkorea, officiellt Demokratiska Folkrepubliken Korea (조선민주주의인민공화국; Chosŏn Minjujuŭi Inmin Konghwaguk), är en republik i östra Asien, omfattande den norra halvan av Koreahalvön. I söder gränsar Nordkorea till Sydkorea, i norr till Kina och genom en smal sektion till Ryssland. Landet kallas lokalt vanligen för Chosŏn (hangul: 조선; hanja: 朝鮮; Chosŏn"). I Sydkorea används olika namn, vanligen Pukhan (hangul: 북한; hanja:北韓; "Norra Han").
Demokratiska folkrepubliken Korea bildades när Korea skulle rekonstrueras efter den japanska ockupationen under andra världskriget. Kommunistiska och nationalistiska strömningar som polariserade norra respektive södra halvan gjorde att två republiker utropades 1948, det kommunistiska Nordkorea och det nationalistiska Sydkorea, som båda gjorde anspråk på att representera det koreanska folket. Konflikten ledde till Koreakriget (1950–1953) mellan de två koreanska republikerna och som formellt ännu inte är avslutat med ett fredsavtal. Nordkoreas regim fick initialt stöd av Sovjetunionen, som efter 1960 delvis ersattes av Kina. Regimen har hela tiden fört en självständig politik, kallad Juche, som präglas av självförsörjning, diktatur och en omfattande personkult av landets ledare. Nordkorea är ett av världens mest isolerade länder och dess industri och livsmedelsproduktion är starkt eftersatta. Under 1990-talet drabbades landet av en omfattande svältkatastrof som fick internationell uppmärksamhet.

## Historia
Huvudartikel: Nordkoreas historia; för historia före 1945, se Koreas historia

### Landets tillkomst

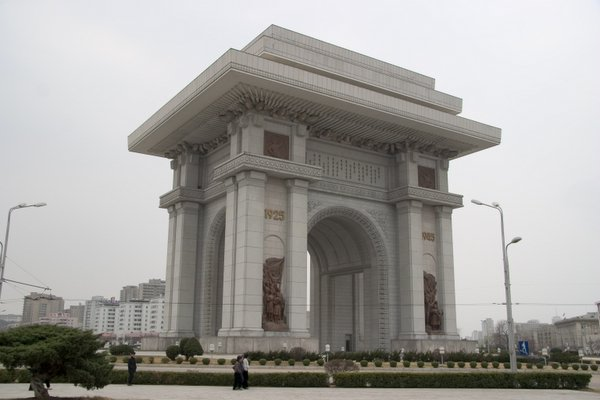
Triumfbågen i Pyongyang.

Efter de japanska styrkornas kapitulation vid andra världskrigets slut 1945, delades landet upp i två ockupationszoner, den norra styrd av Sovjetunionen och den södra av USA. I det politiska vakuum som uppstod efter kriget bildades i den södra delen flera rivaliserande grupper som påstods utgöra den nya koreanska regeringen. Tre veckor efter Japans kapitulation, den 6 september, hölls en konferens i Seoul med omkring 1 000 delegater och representanter från alla delar av Korea som lade grunden till Folkrepubliken Korea. Kongressen bildade en folkkommitté på 75 medlemmar som skulle inneha den provisoriska makten och förbereda för allmänna val. 
Minst hälften av kommittén bestod av kommunister. General John R. Hodge som förestod de amerikanska styrkorna valde att ignorera dessa rörelser och använde den tidigare japanska administrationen, vilket upplevdes som förolämpande av koreanerna. Så småningom utvisades japanerna och Hodge vände sig i stället till Syngman Rhee, en Princetonutbildad konservativ exilledare och antikommunist. Rhee passade in i de amerikanska förväntningarna men hade svagt stöd bland koreanerna. Rhee utvecklades till en korrupt och hänsynslös ledare utan större intresse av att utveckla demokrati i landet.
Norr om den 38:e breddgraden skapades folkkommittéer under sovjetisk ledning, och i februari 1947 vid en kongress för kommittéerna i Pyongyang bildades folkets församling med Kim Il Sung som ledare. Kim Il Sung var en exilpolitiker som under den japanska ockupationen på 1930-talet flydde till Sovjetunionen. 1945 ledde han koreanska styrkor i Röda armén. Kim Il Sung genomförde en jordreform, även om småjordbruk fortsatte att vara privatägda. Han slog ner all opposition till kommunistregimen, vilket resulterade i att många oppositionella och antikommunister tog skydd i Sydkorea.
Inom kort var både den norra och södra zonen underställda två ideologiskt olika odemokratiska regimer som bedrev aktivt propagandakrig. 1947 fanns i Sydkorea 20 000 politiska fångar.
Då USA 1947 lyfte Koreafrågan inför Förenta nationerna tillsatte generalförsamlingen en kommission vars uppgift var att utreda möjligheterna för allmänna val för hela Korea, då man ansåg att denna fråga endast kunde lösas av det koreanska folket. Sovjet motsatte sig varje form av FN:s inblandning och val hölls bara i den södra delen, med kommunistisk bojkott av valet. Rhee vann valet och blev den nya Republiken Koreas president. En månad senare utropades Demokratiska Folkrepubliken Korea i Pyongyang. 1949 ökade spänningen mellan dessa länder och propagandaradio från Nordkorea hotade med invasion. I Sydkorea fängslades tusentals vänsteraktivister. I juni 1949 lämnade USA:s styrkor Sydkorea. Samtidigt pågick Berlinkrisen och det amerikanska fokuset flyttades bort från Asien.
I norr valde de sovjetiska ockupanterna att godkänna den provisoriska regeringen och dess krav på ett snabbt tillbakadragande av alla utländska trupper, det sovjetiska tillbakadragandet var officiellt fullbordat den 25 december 1948 medan det i praktiken fanns kvar ett stort antal militära och civila rådgivare, och allmänna val kunde därför genomföras i norra Korea i november 1946.
Kim Il Sung försökte flera gånger hos Josef Stalin att få stöd att få anfalla Sydkorea, men Stalin tvekade då han kände sig osäker på hur USA skulle reagera. Först när Sovjets atombomb var färdigutvecklad, var han säker på att USA inte skulle intervenera i ett avlägset krig. Samtidigt bildades också Folkrepubliken Kina under Mao Zedong. Stalins godkännande var således signalen för att inleda invasionen.
1950–1953 utkämpades Koreakriget mellan USA-ledda FN-styrkor och Sydkorea på ena sidan, och Nordkorea samt kinesiska frivilligbrigader på den andra sidan, när kommuniststyrkor invaderade Sydkorea den 25 juni. Nordkoreanerna avancerade fort och i september ockuperade de nästan hela Sydkorea, utom området kring Pusan. FN beslutade att sända en militär styrka till Korea. Efter en invasion bakom fronten vid Incheon trycktes de nordkoreanska styrkorna norrut och FN-styrkorna intog stor del av Nordkorea vid november 1950. Stalin och Mao tvekade först att ge militärt stöd. Mao beslutade att sända "frivilliga" som stöd till nordkoreanerna, och 1951 bistod även Sovjetunionen med flygunderstöd. FN-styrkorna pressades då söderut och 4 januari föll Seoul andra gången i kommunisternas händer. 14 mars återtogs Seoul av amerikanerna och senare i mars återetablerades den 38 breddgraden som frontlinje och samtalen för vapenstillestånd inleddes.

### Koreakriget

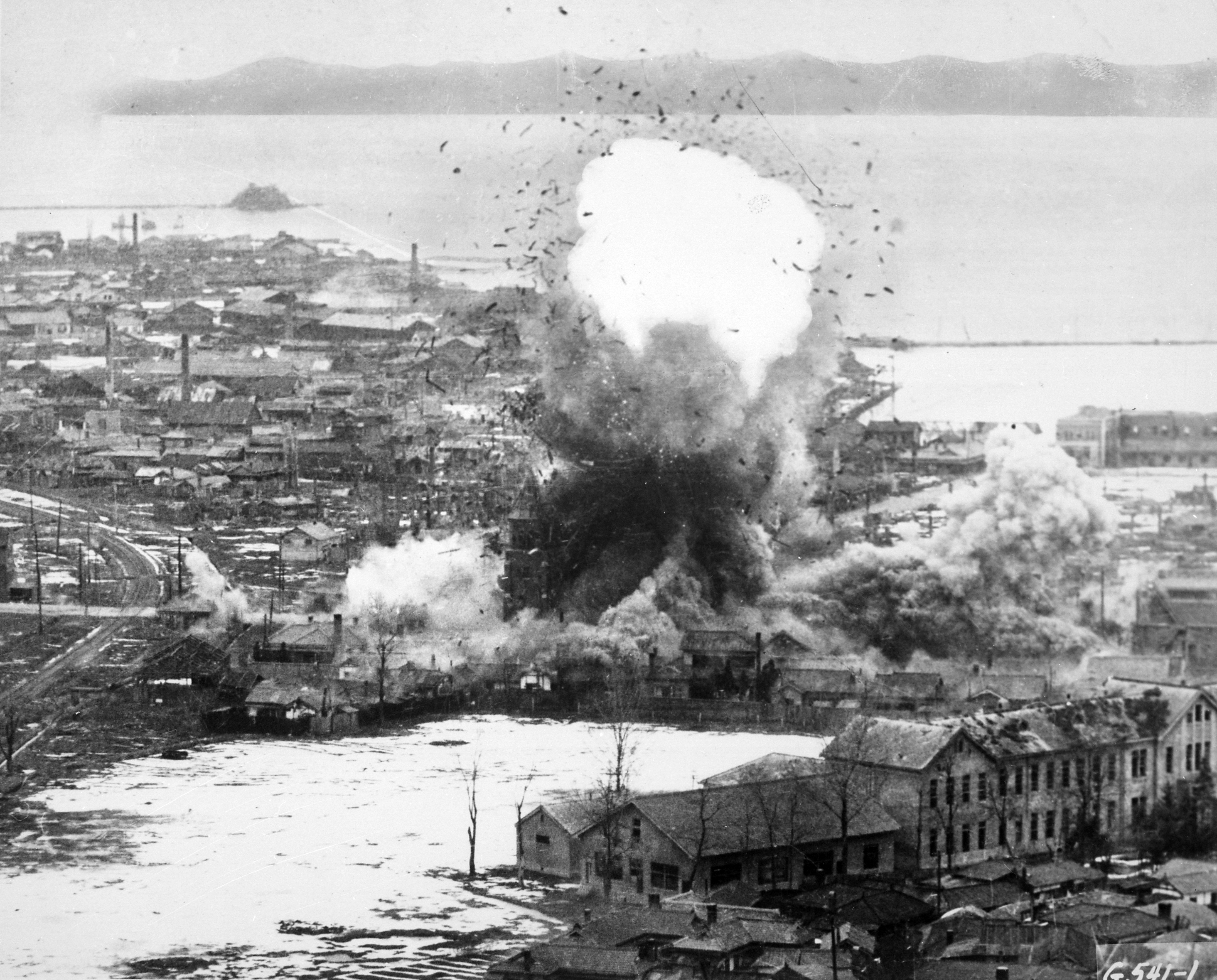
Amerikanska B-26:or bombar Wonsan

Den 25 juni 1950 startade Koreakriget efter att nordkoreanska trupper korsat den 38:e breddgraden (enligt nordkoreansk historieskrivning korsade sydkoreanska trupper 38:e breddgraden först). Efter kriget, som avslutades genom vapenstillestånd 27 juli 1953 utan något formellt fredsavtal, går gränsen mellan Nord- och Sydkorea utmed den 38:e breddgraden och är världens förmodligen mest militariserade område. Den går allmänt under beteckningen DMZ, eller "den demilitariserade zonen". Se även Koreanska muren.

### Återuppbyggnaden av landet
Inledningsvis var den nordkoreanska centralplanerade industrin mycket produktiv, och det var länge den norra delen av landet som var mest industrialiserad. Den hårda diktaturen i kombination med en stelbent planekonomi har haft förödande effekter på landets ekonomi, och efter Sovjetunionens fall kom situationen att ytterligare förvärras. Landets svåra ekonomiska situation kulminerade under andra halvan av 1990-talet när landet genomled en period av mycket svår hungersnöd som landet till stora delar ännu inte har återhämtat sig ifrån. Under förevändning att man fruktar ett angrepp från USA har landets resurser till stor del satsats på militär upprustning och även på utvecklandet av kärnvapen.

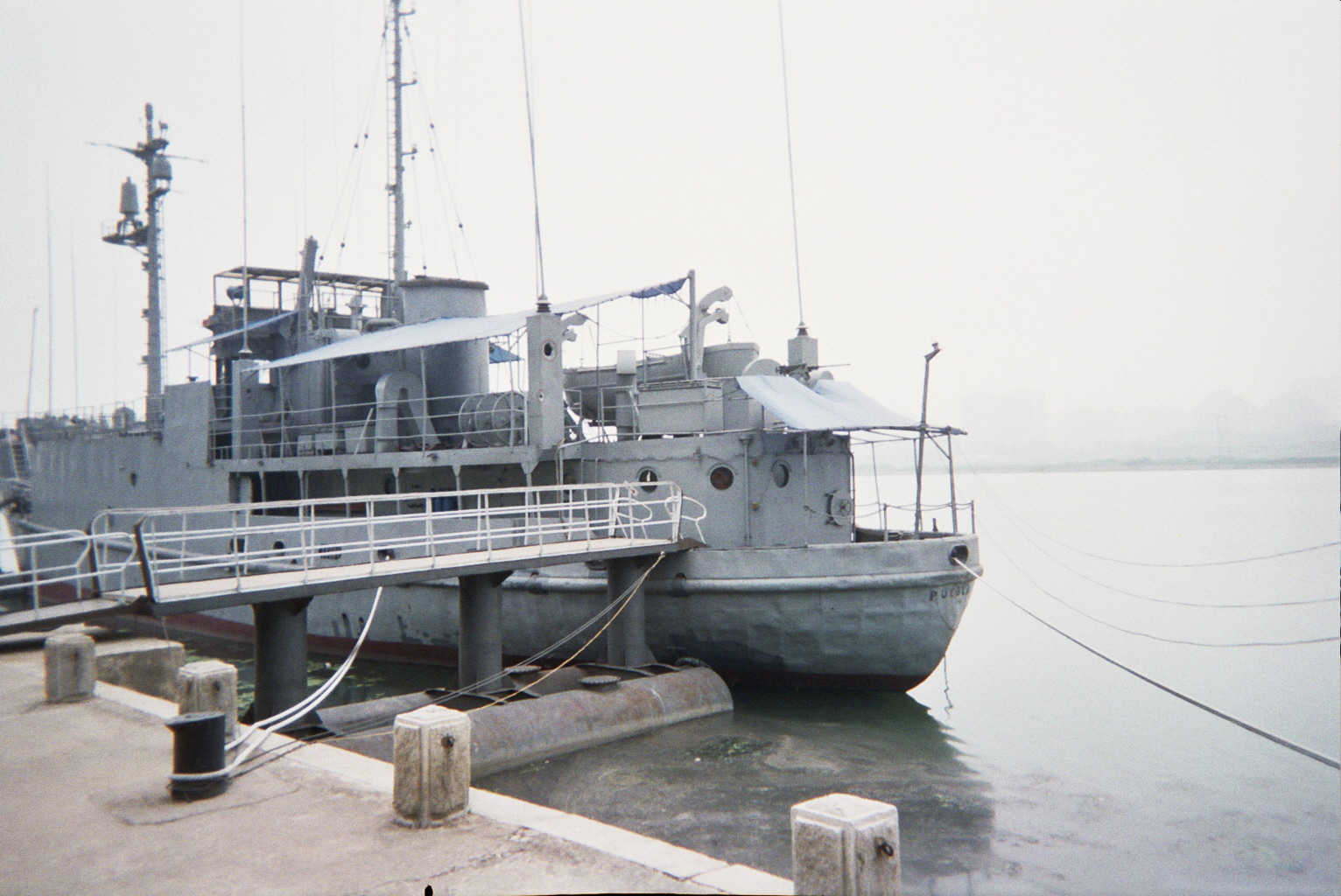
Det amerikanska fartyget Pueblo, som tillfångatogs av Nordkorea 1968, vilket fick USA att utfärda en officiell ursäkt till Nordkoreas regering

### Nordkorea blir en kärnvapenmakt
Länge var innehavet av kärnvapen inte bekräftat av Nordkorea eller av någon oberoende källa; Nordkoreas ledare antydde ofta innehav, och landet pekades ut som en potentiell kärnvapenmakt. I februari 2005 gick den nordkoreanska regeringen officiellt ut med sitt kärnvapeninnehav och den 9 oktober 2006 meddelade man att man utfört en underjordisk provsprängning av en kärnladdning. 
Nordkorea har ansetts fortsätta att föra en konfrontativ politik mot omvärlden. Den provskjutning av missiler den 5 juli 2006 som bland annat inkluderade ett test av långdistansroboten Taepodong-2 har setts som en styrkedemonstration från Nordkoreas regering för att vinna fördelar i de internationella förhandlingar som förs mellan Nordkorea, USA och ett antal andra länder. Det nordkoreanska utrikesdepartementet har uppgett, skriver tidningen Folkets Korea, att provskjutningen endast skedde i syfte att öka militärens förmåga till självförsvar, och menar att Nordkorea ej lyder under internationell lag och därför har rätt att göra så. De uppger vidare att den nordkoreanska regeringen är positiv till kärnvapennedrustning på den koreanska halvön, på ett förhandlande och fredligt sätt. Departementet har även framfört att kärnvapeninnehav ej kommer att vara nödvändigt då USA ej längre behandlar landet som en fiende.
Ett enigt säkerhetsråd röstade den 15 juli 2006 för en resolution som kräver att Nordkorea "upphör med all aktivitet" som har med ballistiska robotar att göra. Resolutionen beslutade också om sanktioner mot landet vilket innebär att ingen av FN:s medlemsstater får göra affärer med Nordkorea som främjar utvecklingen av dess robotprogram. För att undvika ett kinesiskt veto står det inget i resolutionen om FN-stadgans kapitel 7 som innebär tvingande åtgärder och även möjliggör användandet av vapenmakt för att få en stat att rätta sig efter ett FN-beslut. Efter en underjordisk provsprängning av en kärnladdning den 9 oktober 2006 infördes FN-sanktioner mot Nordkorea som förbjuder export och import av militärmateriel. Lyxartiklar får heller inte säljas till det nordkoreanska ledarskiktet och deras tillgångar fryses utomlands. FN:s resolution tillåter också att nordkoreanska fartyg inspekteras för att se till att sanktionerna efterlevs. Den 13 februari 2007 slöt Nordkorea ett avtal med Sydkorea, USA, Ryssland, Kina och Japan, enligt vilket landet avvecklar kärnkraftsreaktorn i Yongbyon i utbyte mot ekonomiskt och energipolitiskt bistånd.
5 april 2009 genomförde Nordkorea en uppskjutning av en kommunikationssatellit med hjälp av raketen Taepodong-2. Uppskjutningen betraktas av USA, Japan och Sydkorea som ett brott mot säkerhetsrådets resolution 1718 som Nordkorea åtagit sig att följa, eftersom raketen som använts skulle kunna bestyckas med kärnvapen och nå ända in i USA. Den nordkoreanska sidan hävdar att uppskjutningen skedde i fredligt forskningssyfte.
25 maj 2009 genomförde Nordkorea ytterligare ett kärnvapenprov. Klockan 03.00, svensk tid, detonerades en underjordisk laddning, och man är nu osäker på deras budskap gällande handlingen. Bombens storlek kan jämföras med den som USA fällde över Hiroshima i slutet av andra världskriget.

## Geografi

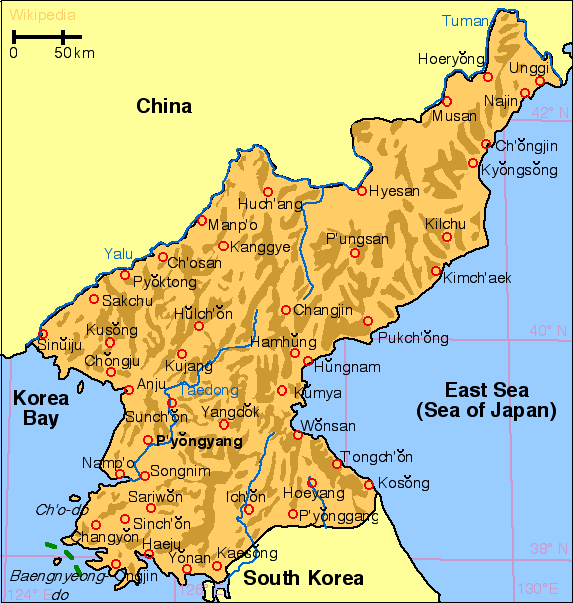
Karta över Nordkorea

Korea utgörs av en halvö som sticker ut 1 100 km från det asiatiska fastlandet. 

### Topografi och hydrografi
Landets högsta punkt är Paektusan på 2 744 meter. Gränsen till Kina utgörs av floderna Tumen och Yalu.

### Klimat
Det lokala klimatet är relativt tempererat med mer nederbörd på sommaren under en kort regnperiod kallad jangma, och ibland bittert kalla vintrar. 

## Styre och politik

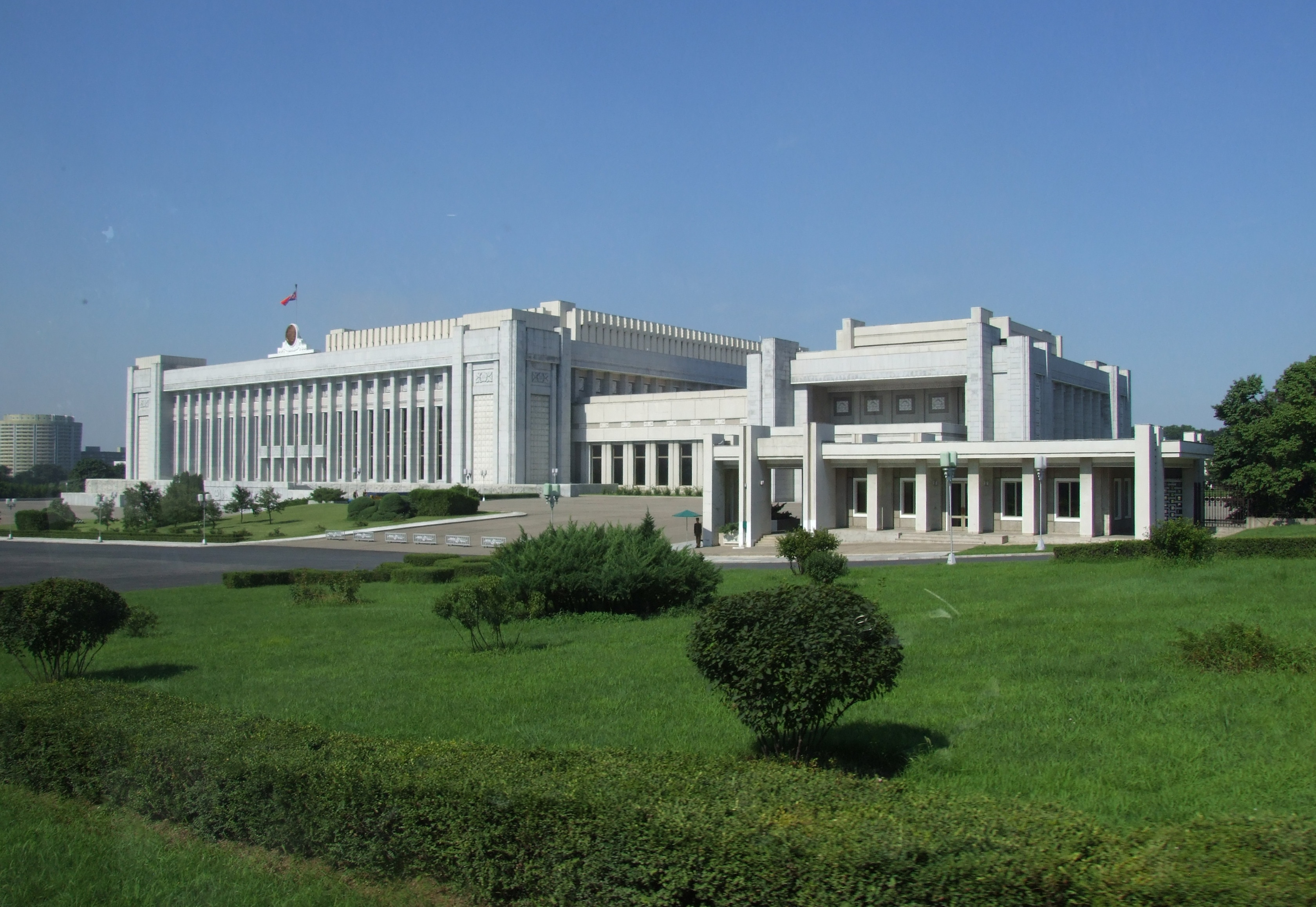
Högsta folkförsamlingen samlas i Mansudaehallen.

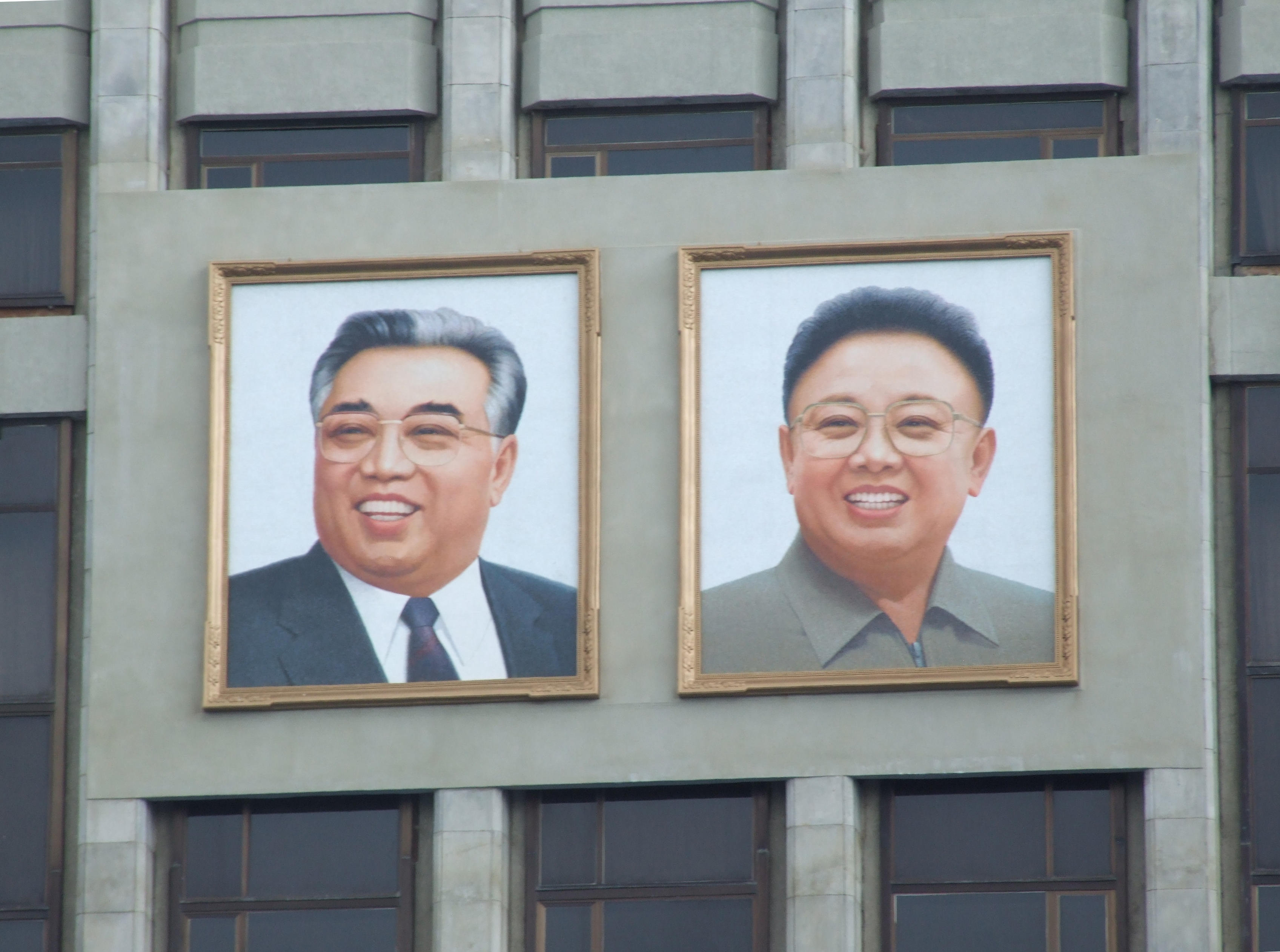
Porträtt av Kim Il Sung och Kim Jong Il återfinns på många platser i det nordkoreanska samhället.

### Författning och styre
Nordkoreas nuvarande konstitution skrevs 1998. Den stadgar att Nordkorea är en socialistisk stat, som ska styras i enhet med jucheideologins principer, som de formulerades av landets grundare Kim Il Sung. Parlamentet, Högsta folkförsamlingen, har säte i Pyongyang och hyser 687 ledamöter, valda i enmansvalkretsar för femåriga mandat. Denna utser regeringen som i sin tur leds av premiärministern, sedan 2007 Kim Yong-il (ej att förväxla med Kim Jong-il). 
Sedan Nordkoreas sista president, Kim Il Sung, avled 1994 är presidentposten i praktiken avskaffad och de formella uppgifterna överförda på högsta folkförsamlingens ordförande Kim Yong Nam medan presidentens verkställande makt överförts till Kim Jong Un i hans roll som överbefälhavare. En del bedömare  menar att ledarna Kim Il Sung och Kim Jong Il betraktas som folkets frälsare och att personkulten kring dem är så stark att de upphöjts till en närmast gudalik status.
I realiteten anses Nordkorea av de flesta oberoende bedömare vara en repressiv kommunistdiktatur och all laglig politisk verksamhet kanaliseras genom Demokratiska fronten för fosterlandets återförening, som helt domineras av kommunistpartiet, Koreas arbetarparti. Detta drar i realiteten upp riktlinjerna för landets politik under ledning av dess generalsekreterare. 1998 ändrades grundlagens förord, så att Kim il-Sung kallas Republikens evige president. 
Inför parlamentsvalen vart femte år utser Demokratiska frontens lokala organisationer sina kandidater i varje valkrets varpå dessa går till val utan motkandidater. Kandidaterna är fördelade mellan frontens tre partier, Koreas Arbetarparti, Chondoistiska Chongupartiet och Koreas socialdemokratiska parti, där det första erhåller klart högst representation. Politisk verksamhet utanför dessa tre partier är inte tillåten. Partiernas och därmed landets politik dras i praktiken helt upp av Koreas arbetarparti. Övriga partier saknar i praktiken helt politisk självständighet. 

### Administrativ indelning
Nordkorea är indelat i tre administrativa nivåer. Den högsta nivån utgörs av nio provinser och en direktstyrd stad (huvudstaden Pyongyang). De administrativa indelningarna på lägre nivåer består av städer, landskommuner och byar.
Följande är en tabell över Nordkoreas administrativa enheter på provinsnivå: 
| 1                               | Pyongyang                      | 평양직할시       | 平壤直轄市       |
| 2                               | Rasŏn                          | 직할시           | 羅先直轄市       |
| Regioner (T'ŭkpyŏl haengjŏnggu) |                                |                  |                  |
| 3                               | Kaesŏng (industriregion)       | 개성공업지구     | 開城工業地區     |
| 4                               | Kŭmgang-san (turistregion)     | 금강산관광지구   | 金剛山觀光地區   |
| 5                               | Sinŭiju (administrativ region) | 신의주특별행정구 | 新義州特別行政區 |
| Provinser (do)a                 |                                |                  |                  |
| 6                               | Chagang                        | 자강도           | 慈江道           |
| 7                               | Södra P'yŏngan                 | 평안남도         | 平安南道         |
| 8                               | Norra P'yŏngan                 | 평안북도         | 平安北道         |
| 9                               | Södra Hwanghae                 | 황해남도         | 黃海南道         |
| 10                              | Norra Hwanghae                 | 황해북도         | 黃海北道         |
| 11                              | Kangwŏn                        | 강원도           | 江原道           |
| 12                              | Södra Hamgyŏng                 | 함경남도         | 咸鏡南道         |
| 13                              | Norra Hamgyŏng                 | 함경북도         | 咸鏡北道         |
| 14                              | Ryanggang                      | 량강도           | 兩江道           |

### Mänskliga rättigheter
Enligt Nordkoreas internationella vänskapsorganisation, Korean Friendship Association, är Nordkorea en flerpartidemokrati som garanterar yttrandefrihet för sina medborgare. Denna uppfattning delas inte av alla utländska bedömare. Sveriges utrikesdepartement skriver i sin rapport om situationen för de mänskliga rättigheterna i landet att Nordkorea har "en av världens mest repressiva politiska regimer", att yttrandefriheten är mycket begränsad samt att landets politiska system inte innehåller någon mekanism som gör det möjligt för folkflertalet att i praktiken förändra landets ledarskap. Nordkorea betecknas i västvärlden ofta som en totalitär stat och som en av världens mest slutna stater.

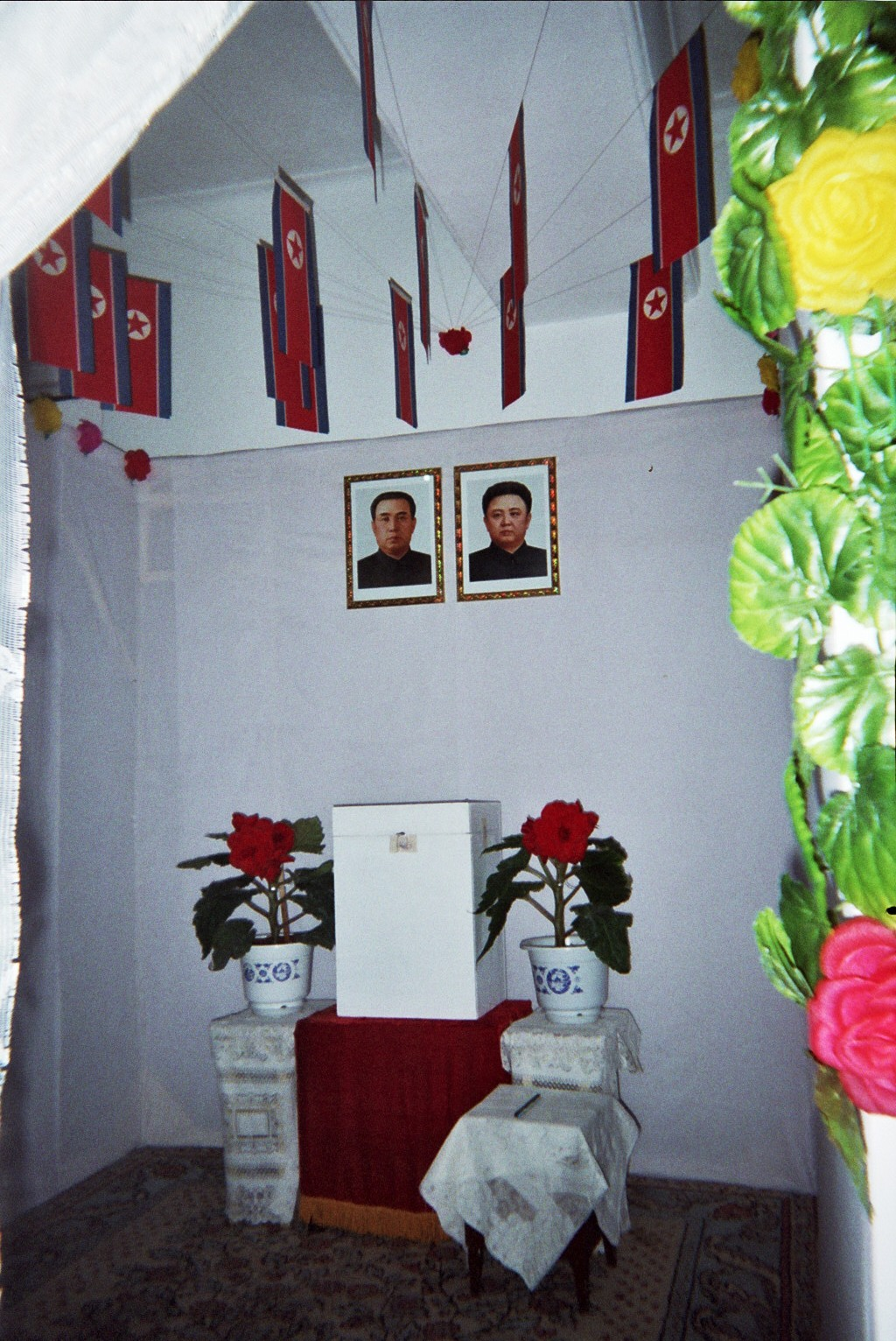
Valurna i en vallokal, som användes vid lokalvalet i Pyongyang juli 2007. På bilden finns kimjongilian och de ofta förekommande fotografierna av Kim Il Sung och Kim Jong Il

Nordkorea erbjuder mycket begränsad insyn från omvärlden gällande livsvillkor för dess invånare. I en rapport från den amerikanska kommittén för mänskliga rättigheter i Nordkorea (U.S. Committee for Human Rights in North Korea) 2003 hävdas att lägee används för förvaring av tiotusentals politiska och kriminella fångar, liksom illegala flyktingar som har skickats tillbaka från Kina. I de flesta fallen har fångarna inte dömts till sina livstidsstraff. Rapporter redovisar också om användning av tortyr, tvångsaborter och tvångssterilisering. Nordkoreas regering avfärdar dessa uppgifter. Hoeryongfånglägret kallas ett av de fångläger som finns i landet. Därifrån har det vittnar om systematiska massavrättningar och ihjälgasningar av hela familjer. I ett av dessa utspridda läger sägs upp mot 50 000 fångar hållas, och totalt sägs det att cirka 200 000 fångar i läger finns i hela landet. Det uppskattas att ungefär 40 procent av människor i fångläger dör av tortyr, undernäring eller sexuellt våld.
Enligt den tyska tidningen Stern använder den nordkoreanska militären fysiskt och psykiskt handikappade barn som försökskaniner när man testar biologiska och kemiska stridsmedel.
I juli 2010 släppte Amnesty International en rapport som utmålade Nordkoreas sjukvård som eftersatt och bristfällig. Amnesty påstod också att man, trots att sjukvård officiellt är gratis i landet, måste betala läkare för att få vård. Men redan dagen efter att Amnesty publicerat denna rapport gick Världshälsoorganisationen (WHO), ut i en presskonferens och avfärdade Amnestys uppgifter. I april 2010 uttalade sig WHO:s generalsekreterare, Margaret Chan, i en presskonferens och hävdade då att hon var imponerad av sjukvården i Nordkorea.

### Internationella relationer

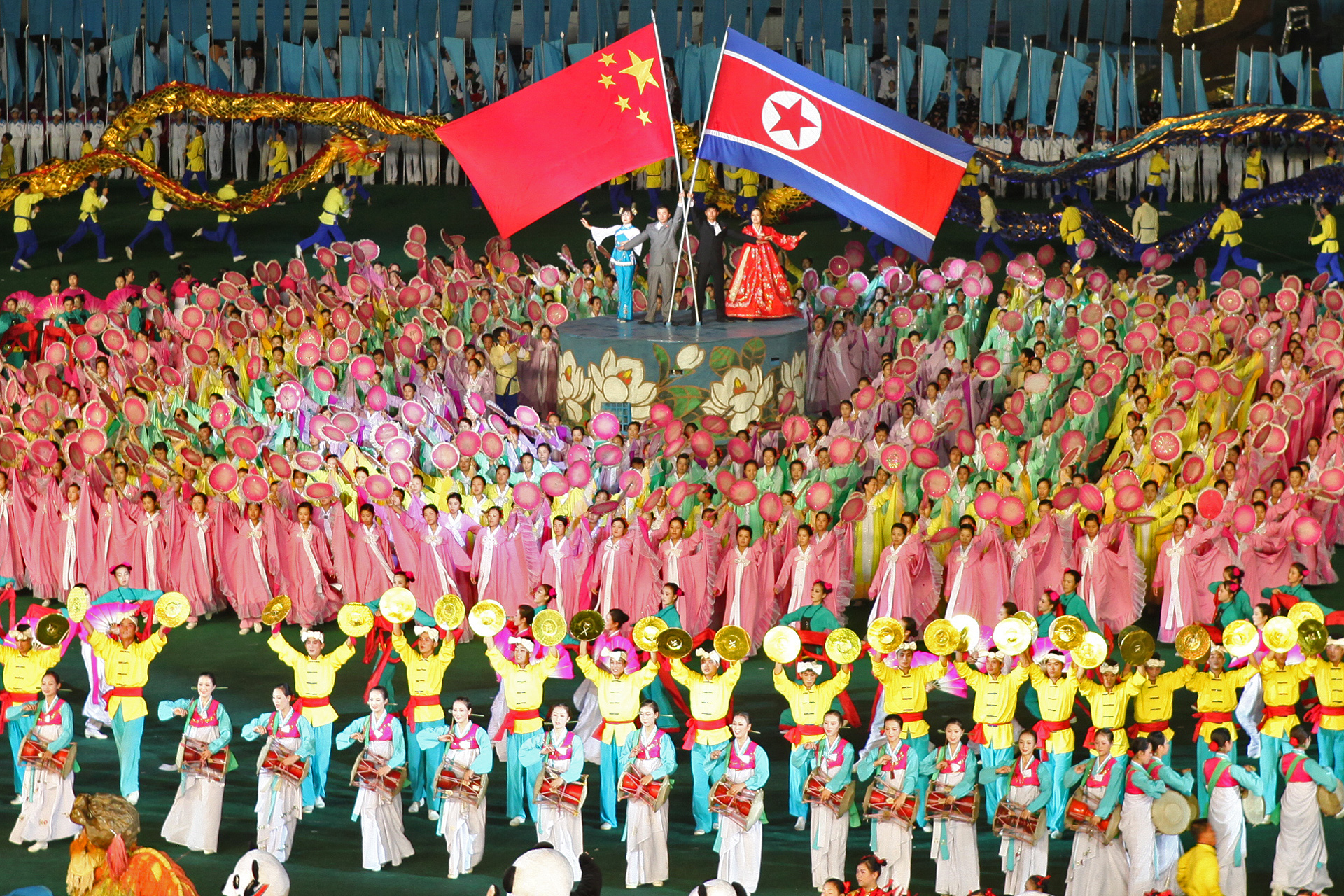
Firande av vänskapen mellan Nordkorea och Kina.

Nordkorea hade först endast diplomatiska förbindelser med andra kommunistländer som Kina, Sovjetunionen och Kuba. Banden till andra socialistiska länder är fortfarande starka, främst med Kina, Vietnam och Laos. Under 1960-talet inleddes arbetet med att upprätta diplomatiska relationer med västländer. Sverige blev det första västland att öppna en ambassad i Nordkorea 1975. Finland och Österrike hade tidigare upprättat handelsrepresentationer. Samma år som Sverige öppnade sin ambassad öppnade Australien sin ambassad i Pyongyang.
Korean Friendship Association (Koreanska vänskapsorganisationen), är ett förbund för vänskapliga relationer med Nordkorea. KFA bildades 2000 med Alliance française och British Council som förebilder. KFA:s syfte är att bygga internationella vänskapsband till Demokratiska Folkrepubliken Korea (Nordkorea). Organisationen har fullt erkännande och stöd från Nordkoreas regering och bedriver verksamhet över hela världen.

## Ekonomi och infrastruktur

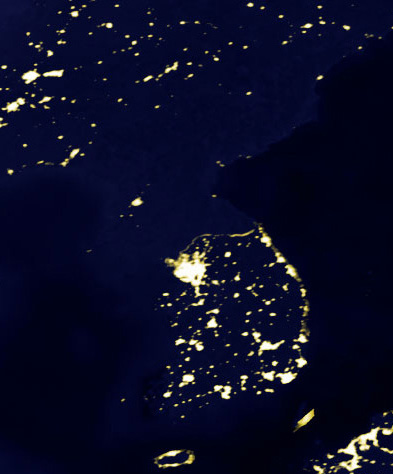
En satellitbild som illustrerar de stora elektricitetsskillnaderna mellan Nordkorea och dess grannländer.

Nordkorea har en av världens mest centralstyrda och isolerade ekonomier. Juche-politiken innebär att nordkoreanerna ska klara sig på egen hand. Statligt ägda industrier producerar nästan allt i landet, och regeringen har fokuserat in industrin på tung och militär tillverkning på bekostnad av konsumentprodukter. Det nordkoreanska statligt ägda flygbolaget heter Air Koryo. 
Den traditionella statliga industrin baseras i huvudsak på förädling av inhemska produkter, såsom textilier, mineraler och jordbruksprodukter. De senaste åren har ett intensivt industriell utbyte med Kina och Sydkorea lett till att moderna fabriker byggts. Industriparken i Kaesong, där sydkoreanska företag byggt fabriker som försörjs av energi och råvaror från Sydkorea och arbetskraft från Nordkorea, anställde 2007 15 000 nordkoreanska arbetare och planerades för att 2012 anställa 500 000.

### Näringsliv

#### Energi och råvaror
I de nordkoreanska bergen finns många småskaliga vattenkraftverk som till viss del bidrar till energiförsörjningen liksom även lättvattenreaktorn i Yongbyon, det vill säga kärnkraftsanläggningen där. Elnätet är slitet och landet plågas av kronisk energibrist.
Nordkorea har mycket stora tillgångar till kol, järnmalm, kalksten, magnesit och scheelit. Dessutom har de även rika tillgångar på koppar, guld, zink, nickel och sällsynta jordartsmetaller som molybden, vilka till stor del utvinns genom kinesiska företag. Det finns också stora tillgångar av antracit, som är en viktig råvara i produktionen av syntetfibern vinalon.

#### Jordbruk
Jordbruket har långsamt förbättrats under senare år, men är fortfarande mycket ineffektivt. Brist på gödsel, återkommande naturkatastrofer och lokala förhållanden – liten odlingsbar yta (21,8 % av landets areal) och kort odlingssäsong har begränsat landets produktion av spannmål till omkring en miljon ton mindre än vad som krävs även enligt de lägsta internationella standarderna. 
En miljöekonomisk katastrof som inträffat under 1990-talet är den omfattande erosionen som slitit med sig mycket värdefull jordbruksmark och förvärrat jordbrukets situation ytterligare, orsakat främst av översvämningar och torka, men också av skogsskövling för att få tag i exporterbart ädelträ och att den jordbindande vegetationen ersatts av odlingar längs med bergssidor. Sedan 2005 bedriver Nordkorea ett projekt tillsammans med FN:s jordbruksorgan FAO för att återplantera skog och skapa avledningar för Taedongfloden i syfte att stoppa jorderosionen.

#### Turism
Nordkorea beskrivs som ett av världens mest slutna länder, och därmed har möjligheterna att resa dit varit begränsade i en historisk kontext. På senare år har landets ledning i allt högre grad öppnat upp för att locka turister och det faktum att landet har varit så isolerat och annorlunda har lockat människor från västerländska länder. Turister kan inte röra sig fritt i landet utan måste beledsagas av guider.

### Handel
Den 20 maj 2007 återupptog man för första gången sedan Koreakriget reguljära kommersiella fartygsförbindelser med Sydkorea. Den 12 december 2007 återupptog man reguljära tågförbindelser mellan Nord- och Sydkorea för första gången sedan 1951. Inledningsvis kommer tågen att gå från Dorasan till Panmun och föra byggnadsmaterial från Sydkorea till Nordkorea och färdiga produkter tillbaka till Sydkorea.
Under 2011 uppgick handeln mellan Kina och Nordkorea till 5,63 miljarder amerikanska dollar, enligt sydkoreanska uppskattningar. Det är nästan tre gånger mer än under 2007, då värdet var 1,98 miljarder. Av Nordkoreas utrikeshandel utgjorde Kina 67 procent (2007), men andelen steg till 73 procent (2008), 83 procent (2010) och 89 procent (2011). Nordkoreas export utgörs huvudsakligen av stenkol och järnmalm.

### Infrastruktur

#### Utbildning
Nordkorea har 11 års obligatorisk skolgång bestående av ett förskoleår, fyra år i så kallad folkskola och sex år i vidareutbildning med valbar inriktning.[källa behövs] Efter den obligatoriska delen av skolgången finns tre olika högre utbildningsformer: universitet, yrkesskola och teknisk högskola[källa behövs]. Två kända högskolor i Nordkorea är Kim Il Sung-universitetet och Pyongyangs vetenskapliga och tekniska universitet. Även doktorandutbildningar finns i anslutning till universiteten.
Vuxenutbildning har varit högt prioriterat i Nordkorea, främst i form av studiecirklar, men också genom s.k. "fabrikshögskolor" som erbjudit kvällskurser och intensivkurser för arbetare. Fabriks- och kontorsarbetare ska i Nordkorea ha 2 timmar av arbetsdagen till studier i någon form[källa behövs].
Läskunnigheten i Nordkorea är mycket hög. 100 % av nordkoreanerna över 15 år är läskunniga (siffran är 100 % både för män och kvinnor).

## Befolkning

### Demografi

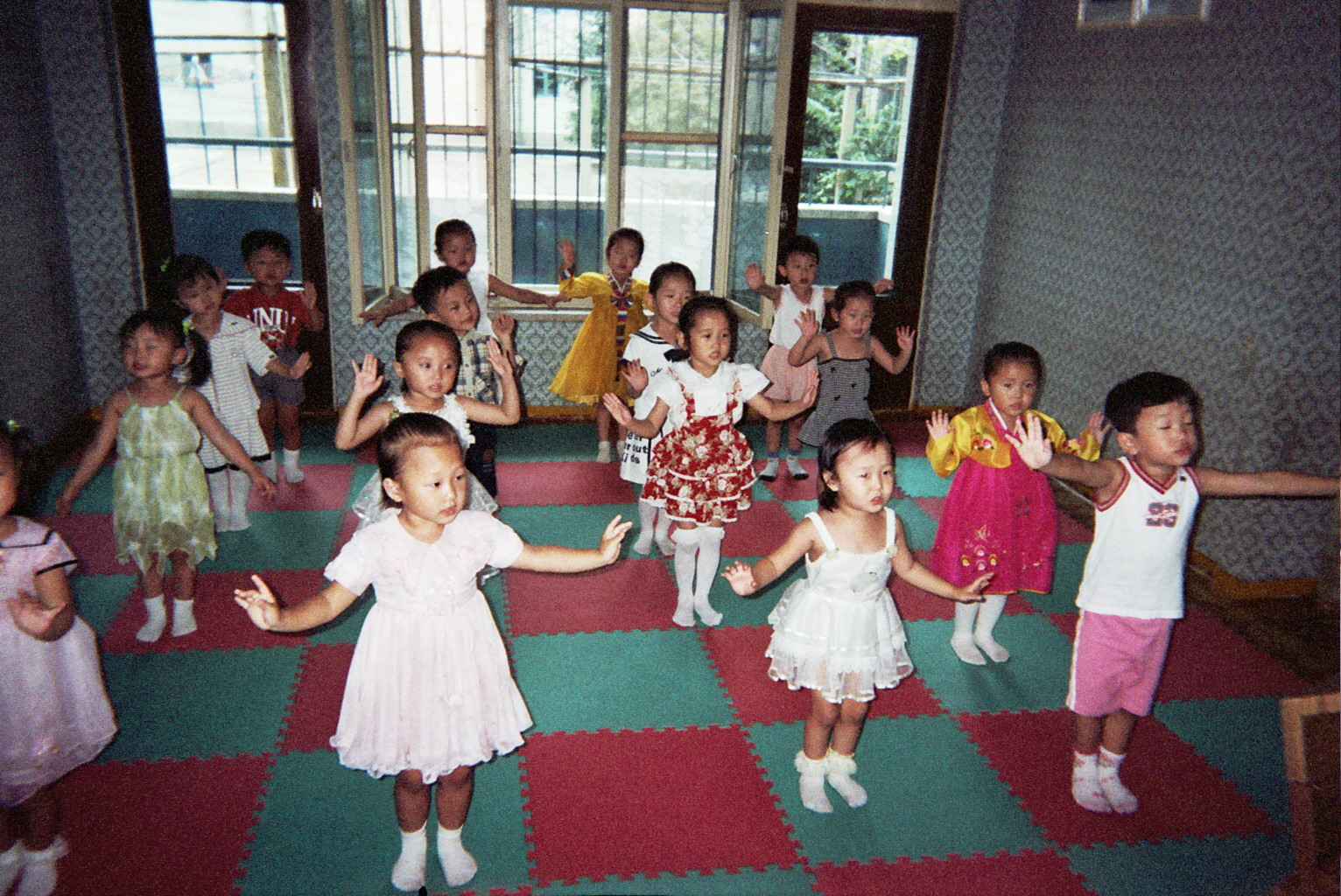
Nordkoreanska dagisbarn

Nordkoreas befolkning är en av de etniskt och språkligt mest homogena i världen: den stora majoriteten är koreaner, med koreanska som modersmål, med endast mycket små kinesiska och japanska minoriteter.
Nordkorea har en beräknad medellivslängd på 67,3 år, eller 65,1 år för män och 69,3 år för kvinnor. Detta innebär att Nordkorea har aningen längre medellivslängd än världsgenomsnittet.
Till skillnad från Kina som försökt hålla nere befolkningstillväxten med till exempel ettbarnspolitik och skattepålagor för föräldrar har Nordkorea länge försökt stimulera barnafödande genom både barnbidrag och kostnadsfri barnomsorg. Trots detta så har Nordkorea en ganska långsam befolkningstillväxt med cirka 0,53 % per år (2015).
Könsfördelningen i den nordkoreanska befolkningen är ganska jämn. Kvinnorna utgör 50,5 % av befolkningen och männen 49,5 %, sett till hela befolkningen. Det föds aningen fler pojkar än flickor i Nordkorea, 51,2 % av de nyfödda är pojkar och 48,8 % är flickor, och pojkarna utgör också 50,7 % av befolkningen under 15 år. Bland befolkningen som är mellan 15 och 64 år utgör männen 49,5 % av befolkningen och kvinnorna 50,5 %. Bland den del av befolkningen som är över 65 är könsfördelningen betydligt snedare, där männen endast utgör 35,7 % av befolkningen och kvinnorna 64,3 %.

#### Större städer
Nordkoreas huvudstad och största stad är Pyongyang. Andra stora städer är Nampo i väster, Kaesong i söder, Sinuiju i nordväst, Wonsan och Hamhung i öster samt Chongjin i norr.

### Språk
Koreanska är officiellt språk precis som i Sydkorea. Syd- och nordkoreaner har inga problem med att förstå varandra, men under årens lopp har skillnaderna blivit större mellan dialekterna i Nord- och Sydkorea. Den dialekt som används i officiella sammanhang i Nordkorea är Seouldialekten som även är den officiella varieteten i Sydkorea.
En annan stor dialekt av koreanska i Nordkorea är Hamgyŏngdialekten som talas i Södra Hamgyong, Norra Hamgyon och Ryanggang i Nordkorea samt i Koreanska autonoma prefekturen Yanbian i Kina.
Kinesiska tecken (i Nordkorea kallade hancha) används inte i officiella sammanhang i Nordkorea (även om det är obligatoriskt att lära sig det i den nordkoreanska grundskolan), utan endast det inhemska skriftsystemet chosŏn'gŭl. Nordkorea använder officiellt McCune-Reischauersystemet för transkribering, men även reviderad romanisering förekommer ofta i nordkoreanska texter.

### Religion

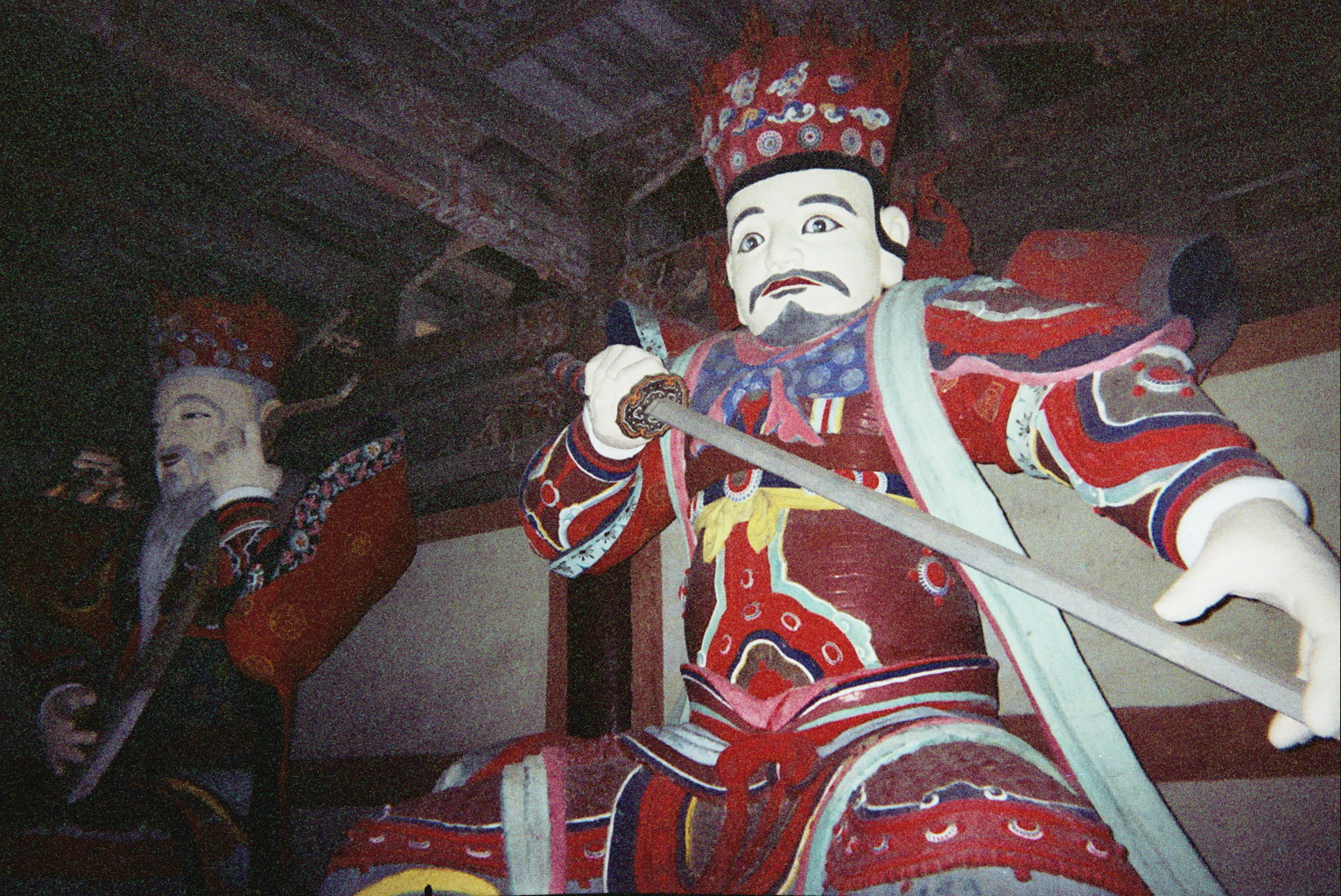
Skulpturer i ett gammalt buddhistiskt tempel

Nordkorea har ett buddhistiskt och konfucianskt arv liksom en inhemsk schamanistisk tradition, främst den så kallade chondoismen. Officiellt har Nordkorea religionsfrihet, men kritiker menar att så inte är fallet i praktiken. Enligt den lista som Open Doors, en kristen missionsorganisation för förföljda kristna, sammanställer, är Nordkorea med stor marginal det land som förföljer kristna hårdast. Religionsfriheten finns inskriven i grundlagen, men där föreskrivs också att religionen inte får användas som ett redskap för att dra in utländska makter eller störa den sociala ordningen.
Chondoismen företräds i Nordkoreas parlament av Chondoistiska Chongupartiet som leds av den sydkoreanska dissidenten Ryu Miyŏng.

## Kultur

### Massmedier

#### Press
Dagstidningar är relativt utbredda i Nordkorea, men alla landets dagstidningar är kopplade till det styrande partiet och används som verktyg för ideologisk påverkan. Journalister måste också vara medlemmar i partiet, och medielandskapet präglas av strikt censur. Den största tidningen är Rodong Sinmun ("Arbetets Tidning"), som ges ut av partiets centralkommitté. Regeringen publicerar sin egen tidning, Minju Choson ("Demokratiska Korea").

#### Radio och television
Radio och TV är statligt ägda och kontrollerade. Radion sänder även lokala program, ibland via högtalarsystem på arbetsplatser. TV-utbudet är begränsat till tre kanaler, och alla radio- och TV-apparater är förinställda på officiella frekvenser för att förhindra tillgång till utländska sändningar, inklusive satellitprogram.

### Konstarter
År 1946 grundades det "Nordkoreanska förbundet för litteratur och konst" (Puchosǒn munhak yesul ch'ongdongmaeng), som indelades i sju underavdelningar vilka var och en representerade olika konstarter. Förbundets uppgift var att främja personkulten av Kim Il-sung och Koreas arbetarpartis politik och till skillnad från andra kulturförbund i Östblocket intog nationalismen det främsta rummet i propagandan.
Genom framgångsrik nationalistisk propaganda lyckades Nordkorea locka till sig många framträdande kulturpersonligheter som tjänat den japanska kolonialmakten. Bland dessa återfanns bland annat dansaren Choi Seung-hee, författarna Kim Sa-ryang och Ri Ki-yong,  och dramatikern Song Yŏng. Till skillnad från många av sina kolleger i Sydkorea bestraffades inga av dem för sitt tidigare samröre med Japan.

#### Musik
Musiken i Nordkorea är starkt styrd av Kimregimens personkult och ideologi. All musik måste godkännas av staten, och förbjuden musik eller utländsk radiolyssning kan leda till hårda straff. Offentlig musik består främst av marschmusik, symfonisk musik och en blandning av traditionell koreansk och västerländsk musik, ofta med patriotiska budskap.
Kända ensembler som Wangjaesan Light Music Band och Pochonbo Electronic Ensemble spelar lättare popmusik med elektroniska inslag. Moranbong Band, grundat 2012 av Kim Jong Un, markerar en modernare stil med rockinslag och spektakulära scenshower till ledarens ära. Symfoniorkestrar och operagrupper som Unhasu Orchestra är också framträdande.

#### Bildkonst

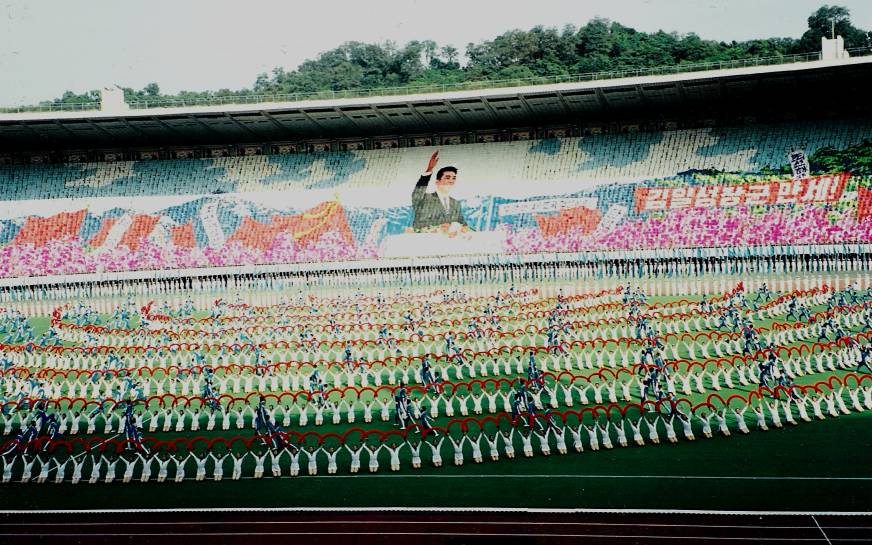
Masspel i Pyongyang, 1998.

Ett viktigt inslag i den officiella nordkoreanska kulturen är anordnandet av masspel, där hundratusentals människor bildar olika former och bilder. Dessa har rötter tillbaka ända till den japanska kolonialtiden och har mycket gemensamt med liknande masspel i de före detta kommunistiska staterna i Östeuropa.
Nordkorea är också känt för sin omfattande produktion av propagandaaffischer som kan betinga höga pris på den internationella marknaden.

#### Film
Efter andra världskriget lyfte Kim Il Sung fram filmens roll som propagandaverktyg. Flera filmstudior grundades, bland annat Koreanska dokumentärfilmsstudion (1946) och Koreanska filmstudion för spelfilm (1947). På 1990-talet startades animationsstudion SEK Studio, som samarbetade internationellt, bland annat med japansk anime. Filmerna fokuserar på kampen mot japansk ockupation och kommunistiskt nationsbygge, exempelvis My Home Village (1949) och Sea of Blood (1969). Kim Jong Il tog ytterligare kontroll över filmindustrin med sin bok On the Art of Cinema (1973). Underhållningsfilmer som Pulgasari (1986) och Ten Zan – The Ultimate Mission (1988) visade en viss variation. Nordkoreansk filmproduktion är dock svår att överblicka, men rapporter från Pyongyang Film Festival, aktiv sedan 1987, ger viss inblick.

### Traditioner

#### Matkultur

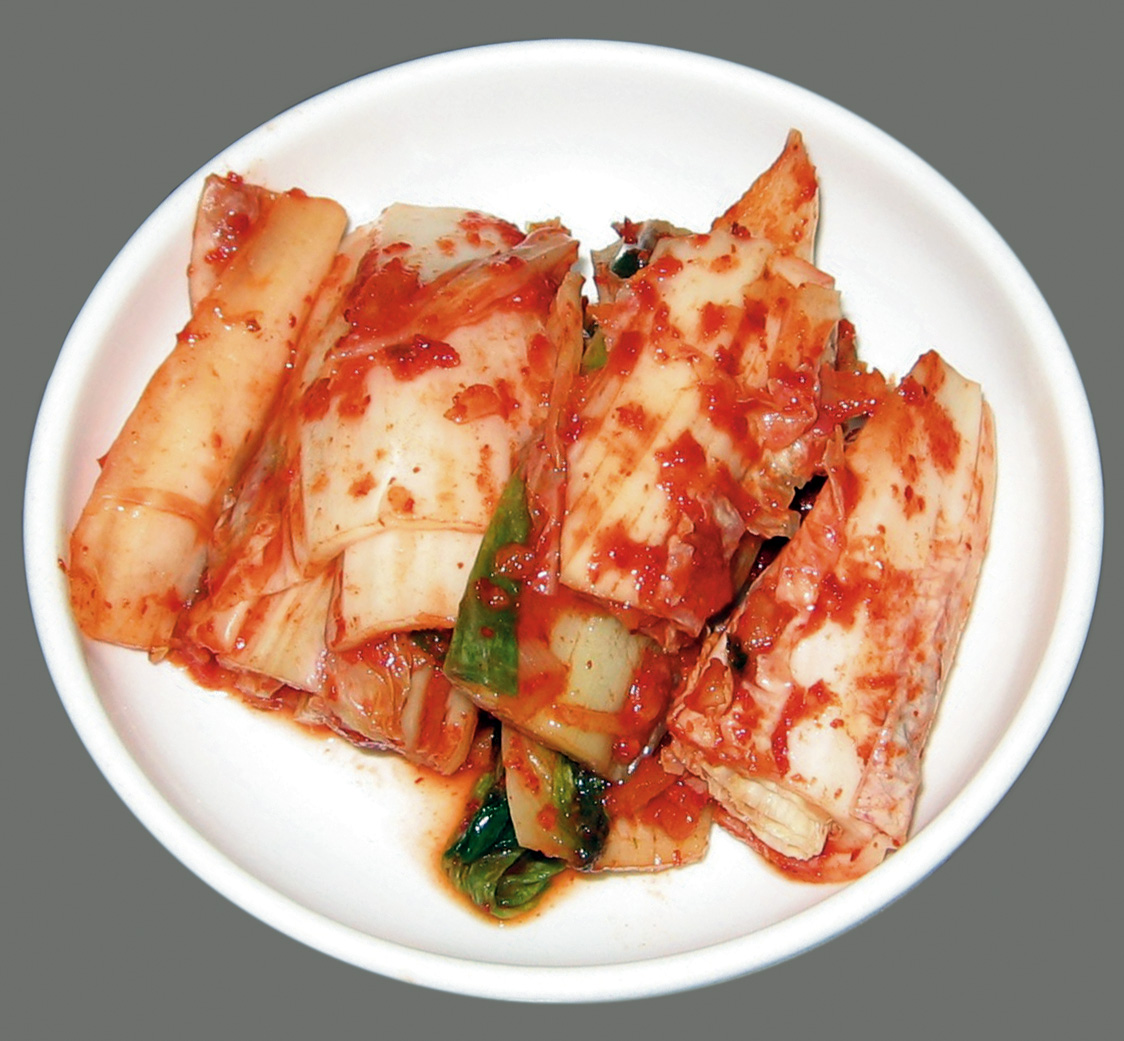
Kimchi, Koreas nationalrätt

Den koreanska nationalrätten är en kålbaserad maträtt som kallas kimchi.
Paekrosul är en brandyliknande typ av sprit (starksprit baserad på vindruvor) i en låda av äldre design och en flaska som korkas igen med en plastkork.[källa behövs]

### Sport

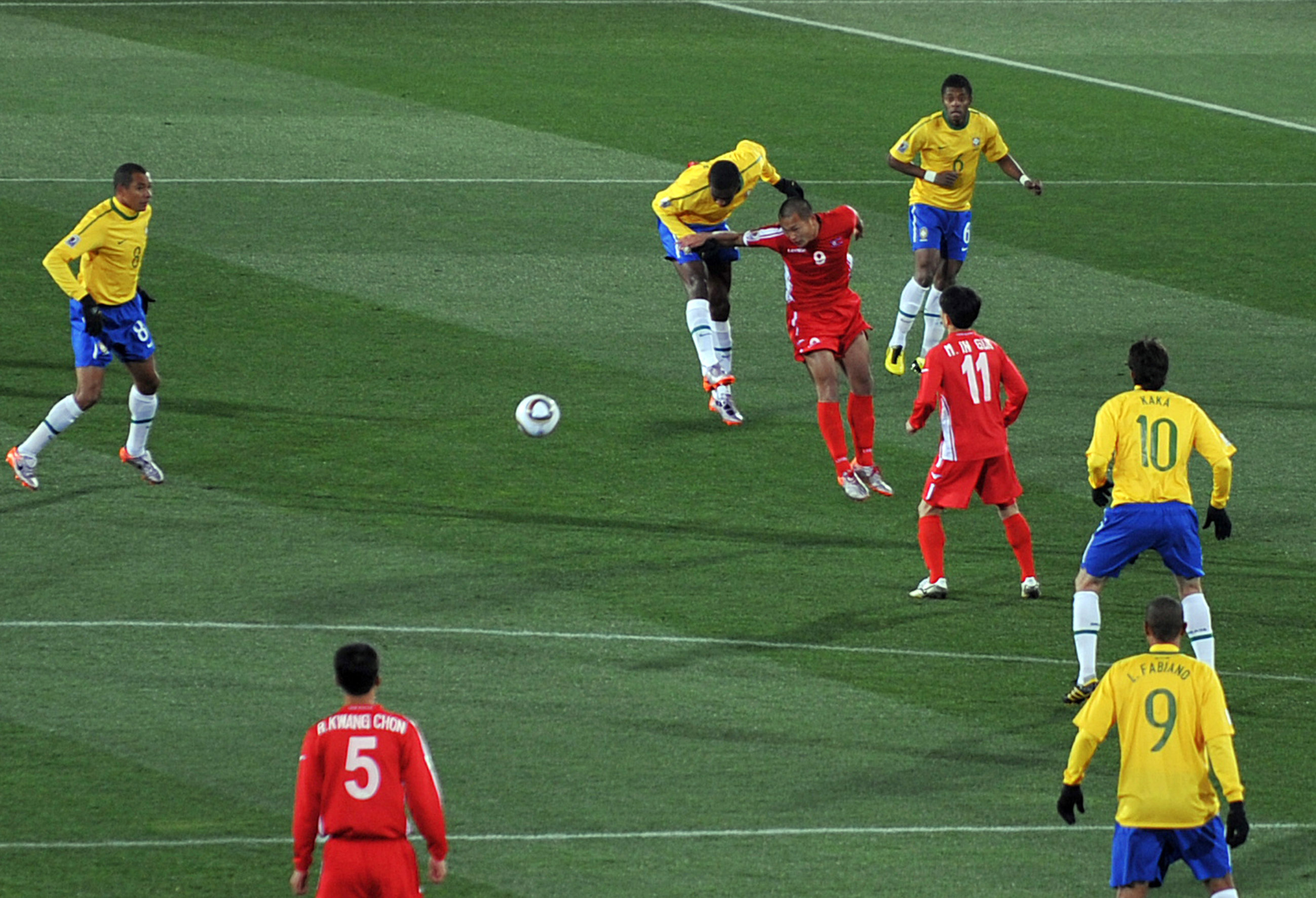
Nordkorea mot Brasilien i VM 2010.

Ishockey: Nordkorea ligger 41:a på 2020 års IIHF:s världsrankinglista.
Fotboll: Nordkoreas damlag är ett av de bästa i världen och efter stora framgångar med juniorlandslagen hoppas man på att slå sig in med stornationerna Tyskland, USA och Brasilien. Nordkoreas herrar har varit med i fotbolls-VM två gånger. Första gången år 1966 då de nådde kvartsfinal efter att bland annat ha vunnit över Italien. Andra gången 2010 nådde de inte vidare framgångar, efter att ha hamnat i en grupp bestående av Portugal, Brasilien och Elfenbenskusten.[källa behövs]

## Internationella rankningar
| Organisation                                | Undersökning                   | Rankning   |
| ------------------------------------------- | ------------------------------ | ---------- |
| Heritage Foundation/The Wall Street Journal | Index of Economic Freedom 2017 | 180 av 180 |
| Reportrar utan gränser                      | Pressfrihetsindex 2017         | 180 av 180 |
| Transparency International                  | Korruptionsindex 2016          | 174 av 176 |
| FN:s utvecklingsprogram                     | Human Development Index 2006   | N/A        |